# Проект реставрации исторического Каира

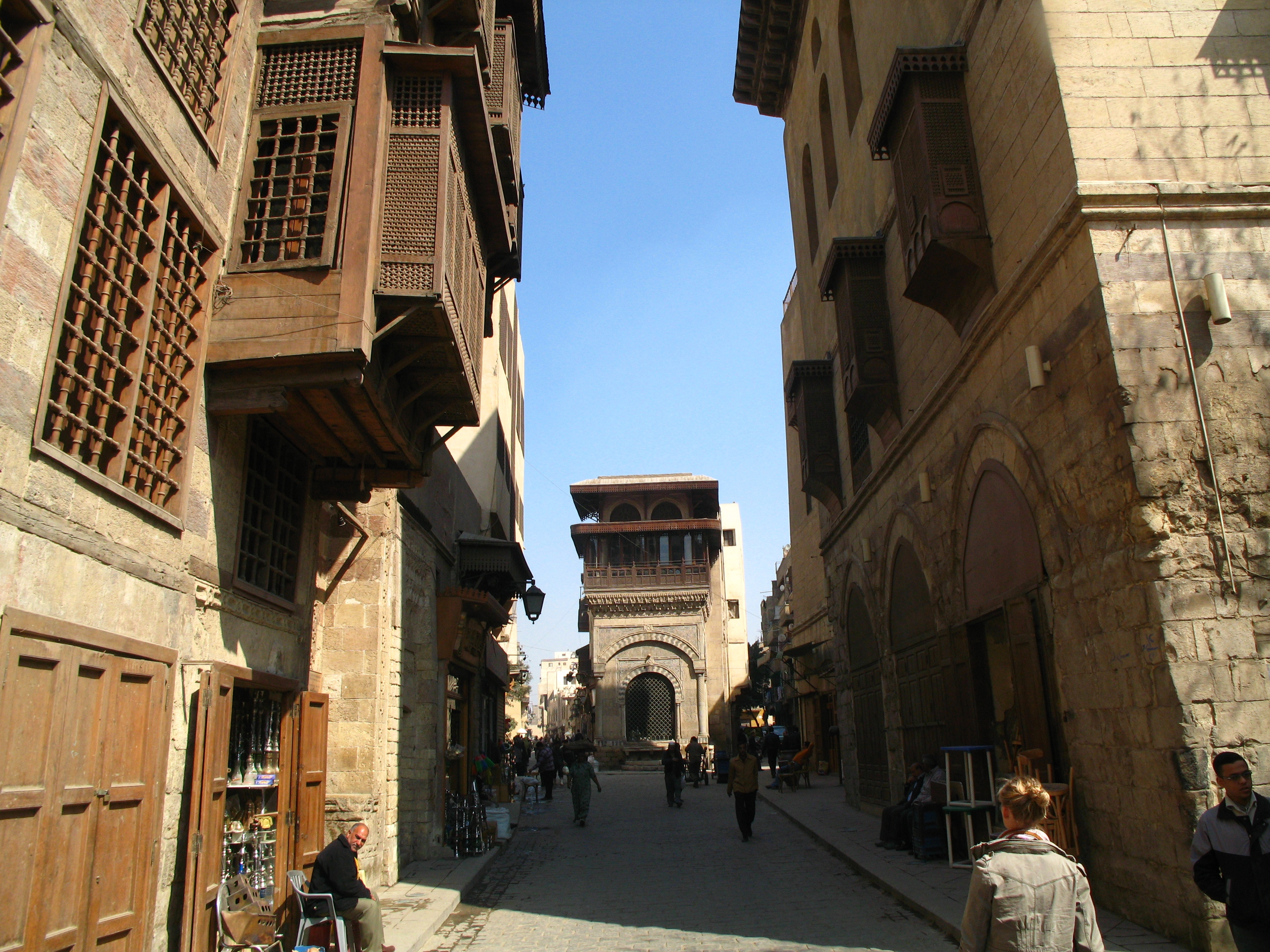
Современный вид на памятники мамлюкского и османского периодов в эпоху Фатимидов «Аль-Кахира».

Проект восстановления исторического Каира (англ. Historic Cairo Restoration Project, HCRP) — попытка правительств Египта и Каира восстановить и отреставрировать исторический средневековый исламский Каир. Аль-Кахира (Каир) был официально основан в 969 году нашей эры фатимидскими халифами как столица империи и город-крепость, к северу от предыдущей столицы Фустата. Проект состоит из двух частей: реконструкция исторического района и реставрация его памятников.

## Концепция
Проект восстановления исторического Каира — это проект, начатый правительствами Египта и Каира. Основная цель проекта — создать новые музеи в последовательности исторических мест в музейном районе под открытым небом, которые будут широко доступны как для жителей Каира, так и для туристов. В настоящее время проект направлен на восстановление исторических памятников средневековой эпохи Фатимидов в Каире (969 — 1250 годы нашей эры). Количество потенциальных исторических памятников оценивается от 450 до 630 построек.
По сообщению Министерства культуры, план HCRP заключается в том, чтобы «превратить всю территорию в музей под открытым небом». HCRP сначала сосредотачивается на этом районе исламского искусства, чтобы стать частью Музея без границ. Это музей, организованный Европейским союзом, и проект района Фатимидов станет частью его программы Euromed Heritage — «Исламское искусство в Средиземноморье».

### Проекты
Основная идея проекта состоит в том, чтобы показать реальные исторические места в качестве основных экспонатов этого музея под открытым небом, предоставив обширные информационные ресурсы и каталоги на местах для каждого из них. Таким образом, посетители смогут по-настоящему познакомиться со средневековой египетской культурой и историей, увидев строения и места, одновременно узнавая больше о них из местных ресурсов.
В рамках этого проекта для увеличения пешеходной доступности планируется создать мощёную дорожку вдоль Аль-Муизз ли-Дин Аллах, главной церемониальной дороги Фатимидского Каира. Есть также планы снести менее значимые прилегающие народные строения, чтобы создать большие сады, окружающие достопримечательности.

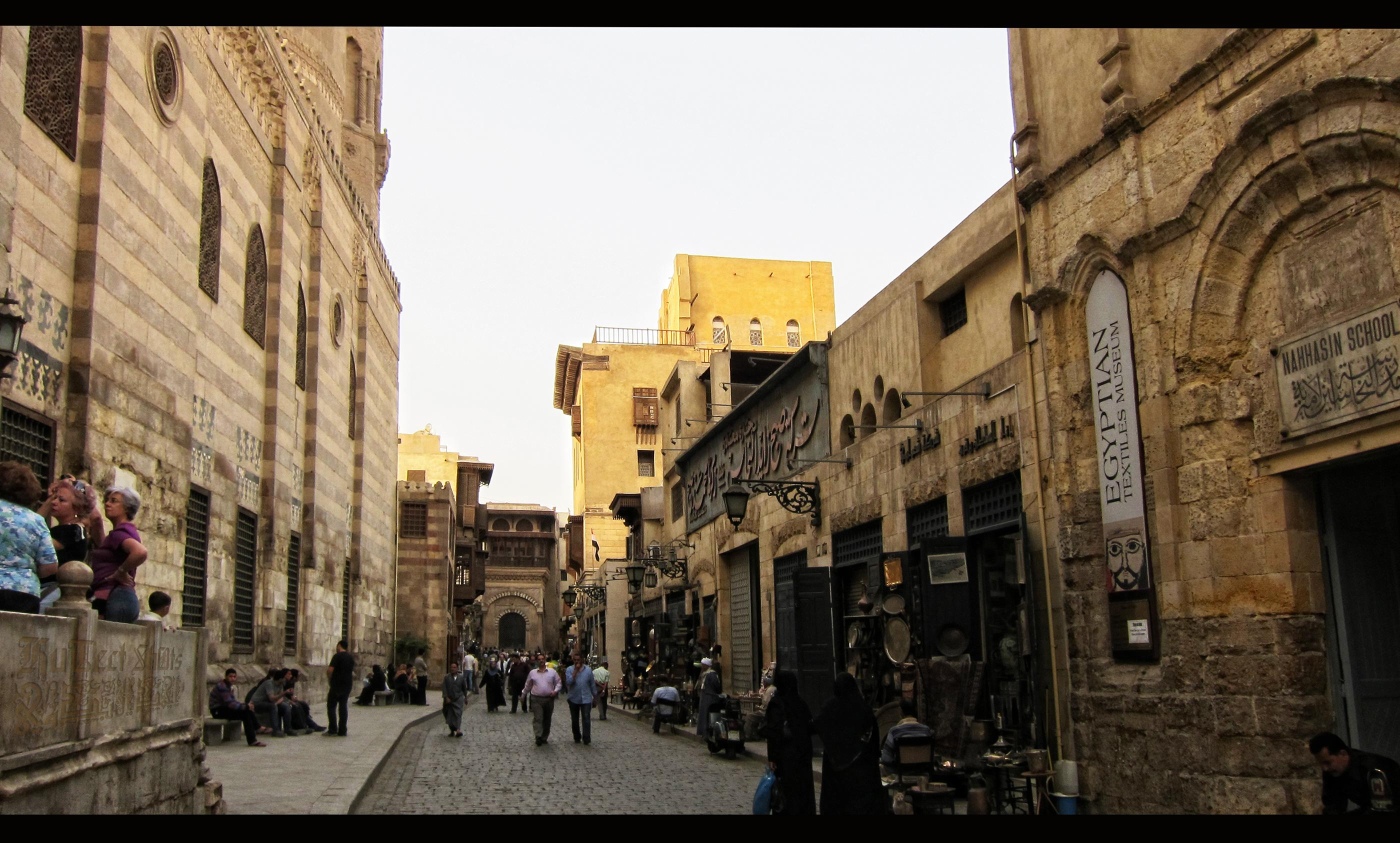
Часть территории основного проекта HCRP, улица Аль-Муизз ли-Дин Аллах и здания.

## Критика

### Средневековая обстановка
Проект выпустил множество планов, которые встретили сопротивление некоторых граждан Каира. Например, планы по созданию садов и пешеходных дорожек рассматриваются некоторыми как нападение на первоначальную плотную средневековую планировку и «городскую ткань» Фатимидского Каира, что снижает историческую ценность сохранившихся мест.
Причина в том, что в средневековом Каире контекст здания определялся его отношением к соседним зданиям. Важные здания и памятники были намеренно построены рядом с традиционными, чтобы подчеркнуть их высокий статус и престиж. Именно эта городская кластеризация и сопоставление фактически придаёт историческим зданиям аутентичный контекст и смысл для посетителей. Некоторые каирцы думают, что, устраняя этот контекст из зданий, HCRP снижает ценность и историческое понимание объектов их наследия.
Некоторые эксперты по сохранению архитектуры заявили, что HCRP использовала неправильные строительные материалы в своих работах по сохранению культурного наследия. Другие эксперты по сохранению наследия возражают, что массовое и немедленное вмешательство в охрану достопримечательностей, несмотря на неизбежные ошибки, остановило угрозу того, что многие из них просто исчезнут.

### Финансирование
Некоторые жители исторического Каира также стали с подозрением относиться к мотивам HCRP, сомневаясь, действительно ли проект имеет историческое сохранение и интерпретацию как его истинную главную цель. Некоторые считают, что, наоборот, туризм и коммерция являются основной причиной создания и финансирования проекта. Большой объём расходов, необходимых для предполагаемого проекта, также стал предметом разногласий, по некоторым оценкам, он составляет до 350 миллионов долларов. Некоторые жители считают, что огромные затраты на создание музея под открытым небом и восстановление его достопримечательностей лучше потратить на другие местные общественные социальные и экономические нужды.